# 梅县地区
梅县地区（1949年－1952年称兴梅专区），中华人民共和国广东省已撤销的地区，在广东省东部今属于梅州市。

## 历史沿革
- 1949年10月设置兴梅专区，丰顺才划归兴梅专区，连同民国时第九区的六个县，即为现在的梅州市范围。1950年1月26日，国务院发文成立兴梅行政督察专员公署，辖今梅县区、兴宁、五华、大埔、丰顺、蕉岭及平远7区县。
- 1952年底撤销兴梅专区，兴梅7县改属粤东行政区。1956年2月，粤东行政区分为惠阳、汕头两个专区，兴梅7县改属汕头专区。
- 1965年7月，兴梅专区从汕头专区分出，成立梅县专区，专署驻梅城（今梅州市），辖原属汕头专区的今梅县区、五华、兴宁、大埔、蕉岭、平远、丰顺7区县。
- 1970年梅县专区改称梅县地区。
- 1979年，原梅县所辖梅州镇由区级升格为县级称梅州市后，梅县地区辖7县1市。1983年6月，梅州市与梅县合并改为梅县市后，梅县地区由所辖7县1市改为6县1市。
- 1988年1月，广东实行市管县体制，梅县地区改为梅州市，辖原兴梅7县及新划县级区梅江区，共7县1区。1994年6月，兴宁县撤县设市（县级），梅州市即辖6县1区，并代管兴宁市。
- 2013年12月8日，梅县撤县设区，从此梅县结束了县治，成为梅州的市辖区，设立梅州市梅县区。梅州市辖今梅江区、梅县区、兴宁市、五华县、丰顺县、大埔县、平远县、蕉岭县共2区1市5县。